# Iochroma longipes
Iochroma longipes är en potatisväxtart som beskrevs av John Miers. Iochroma longipes ingår i släktet Iochroma och familjen potatisväxter. Inga underarter finns listade i Catalogue of Life.